# Cossignano
Cossignano – miejscowość i gmina we Włoszech, w regionie Marche, w prowincji Ascoli Piceno.
Według danych na 31 grudnia 2010 gminę zamieszkiwało 1019 osób przy gęstości zaludnienia 67,7 os./1 km².